# Зимино (Крым)
Зи́мино (до 1945 года Перецфе́льд; укр. Зимине, крымскотат. Zimino, Зимино) — село в Раздольненском районе Республики Крым, центр Зиминского сельского поселения (согласно административно-территориальному делению Украины — Зиминского сельского совета Автономной Республики Крым)

## Население
| 2001 | 2014  |
| ---- | ----- |
| 1019 | ↘1000 |

Всеукраинская перепись 2001 года показала следующее распределение по носителям языка
| Язык             | Процент |
| ---------------- | ------- |
| русский          | 68.6    |
| украинский       | 21.69   |
| крымскотатарский | 4.22    |
| другие           | 0.89    |

### Динамика численности
- 1989 год — 1143 чел.[10]
- 2001 год — 1019 чел.[11]
- 2009 год — 881 чел.[12]
- 2014 год — 1000 чел.[13]

## Современное состояние
На 2016 год в Зимино числится 11 улиц; на 2009 год, по данным сельсовета, село занимало площадь 144 гектара, на которой в 321 дворе проживал 881 человек. В селе действует средняя общеобразовательная школа, сельский дом культуры, библиотека, отделение почтовой связи, фельдшерско-акушерский пункт, православный храм преподобного Иова Почаевского. Зимино связано автобусным сообщением с райцентром и соседними населёнными пунктами.

## География
Зимино расположено на юго-востока района, у границы с Первомайским районом, высота центра села над уровнем моря — 52 м. Ближайшие сёла — Овражное в 2,5 км на север и Тихоновка Первомайского района в 3,5 км на восток. Расстояние до райцентра — около 30 километров (по шоссе), ближайшая железнодорожная станция — Евпатория — примерно 45 километров. Транспортное сообщение осуществляется по региональным автодорогам 35Н-427 Овражное — Зимино и 35Н-444 от шоссе 35К-015 Раздольное — Евпатория (по украинской классификации — С-0-11103 и Т-0111).

## История
Еврейский переселенческий участок № 21 был образован, видимо, до 1930-х годов, в составе ещё Евпаторийского района, поскольку уже был отмечен на карте по состоянию на 1931 год как Перецфельд. Постановлением ВЦИК РСФСР от 30 октября 1930 года был создан Фрайдорфский еврейский национальный район (переименованный указом Президиума Верховного Совета РСФСР № 621/6 от 14 декабря 1944 года в Новосёловский) (по другим данным 15 сентября 1931 года) и Перецфельд включили в его состав. Видимо, тогда же село определили центром сельсовета, поскольку на 1940 год он уже существовал.
Вскоре после начала отечественной войны часть еврейского населения Крыма была эвакуирована. 23 ноября 1941 года немецко-фашистские оккупанты двумя партиями пригнали в находящееся в 2 км селение Топчарлы 92-х жителей-евреев Перецфельда, в основном женщин, стариков и детей. Здесь людей расстреляли и тела сбросили в степной колодец. Над бывшим колодцем, после освобождения Крыма, был установлен памятник, сейчас — историко-культурный памятник регионального значения

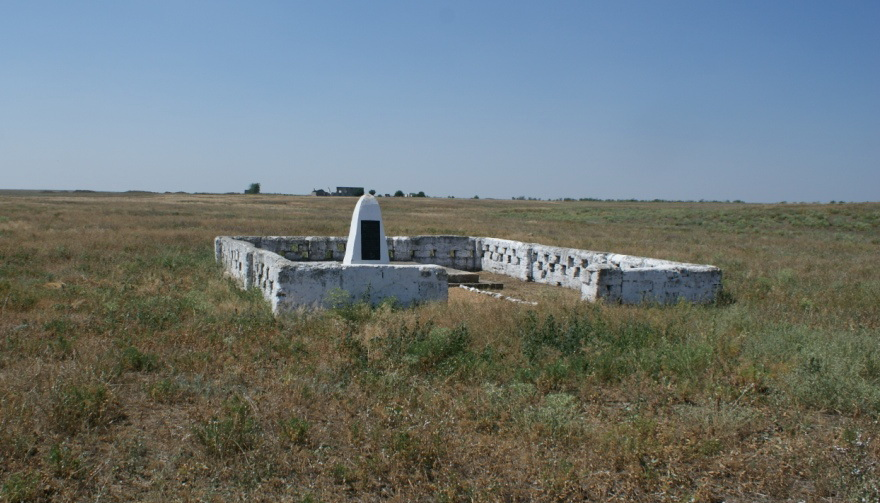
Братская могила жителей Перецфельда — жертв фашизма

Указом Президиума Верховного Совета РСФСР от 21 августа 1945 года Перецфельд был переименован в Зимино и Перецфельдский сельсовет — в Зиминский. С 25 июня 1946 года Зимино в составе Крымской области РСФСР. 25 июля 1953 года Новоселовский район был упразднен и село включили в состав Раздольненского. 26 апреля 1954 года Крымская область была передана из состава РСФСР в состав УССР. В 1959 году произошло объединение сельсоветов и Зиминский был упразднён, село включили в состав Воронкинского. Указом Президиума Верховного Совета УССР «Об укрупнении сельских районов Крымской области», от 30 декабря 1962 года село присоединили к Черноморскому району. 1 января 1965 года, указом Президиума ВС УССР «О внесении изменений в административное районирование УССР — по Крымской области», вновь включили в состав Раздольненского. 5 февраля 1974 года был вновь воссоздан Зиминский сельсовет (преобразованный из Воронкинского). По данным переписи 1989 года в селе проживало 1143 человека. С 12 февраля 1991 года село в восстановленной Крымской АССР, 26 февраля 1992 года переименованной в Автономную Республику Крым. С 21 марта 2014 года в составе Крыма аннексировано Россией.